# HPTN 052
HPTN 052 es el nombre de un estudio clínico que examina hasta qué punto la terapia antirretroviral (TAR), al ser tomada por personas con VIH, puede disminuir el grado de infectividad y de ese modo reducir la probabilidad de transmitir el VIH a sus parejas heterosexuales.
Los resultados del estudio fueron tan convincentes que el Consejo de Vigilancia de Datos y Seguridad del estudio pidió al equipo de investigación que compartiera los resultados con todos los participantes del estudio y ofreciera la TAR al grupo de control antes de terminar el estudio. El estudio continúa para determinar si los resultados —que indican que la TAR reduce la transmisión del VIH en un 96%— tienen durabilidad. Este estudio fue organizado por la Red de Estudios de Prevención VIH (HPTN).